# Riga Mainz
Die RIGA MAINZ GmbH & Co. KG (Eigenschreibweise: RIGA MAINZ), umgangssprachlich auch nur Riga, ist ein Krandienst- und Schwertransportunternehmen mit Sitz in Mainz, Rheinland-Pfalz.
Erstmals überregional bekannt wurde das Mainzer Familienunternehmen mit seinem Eintrag in das Guinness-Buch der Rekorde mit einem 1000-t-Teleskopautokran 1985. Angefertigt wurde der Gottwald AMK 1000 eigens für RIGA MAINZ als Einzelstück mit einer Bauzeit von zwei Jahren.

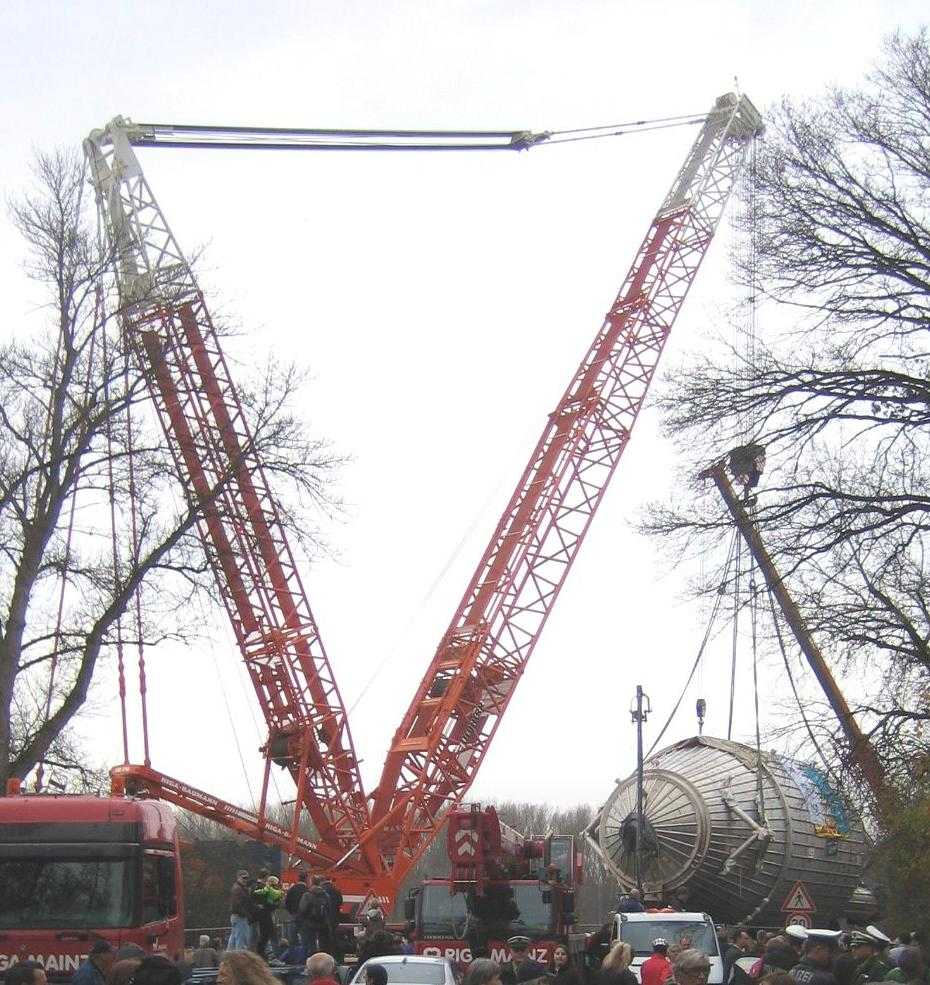
Verladung des Spektrometers KATRIN

In den letzten Jahren machte der Betrieb wieder auf sich aufmerksam mit zahlreichen Reportagen im deutschen Fernsehen. Zu sehen waren Schwertransporte und Verfahren von sehr speziellem Gut wie zum Beispiel einer Korkenzieherfabrik oder auch des Spektrometers KATRIN für das Forschungszentrum Karlsruhe.

## Geschichte

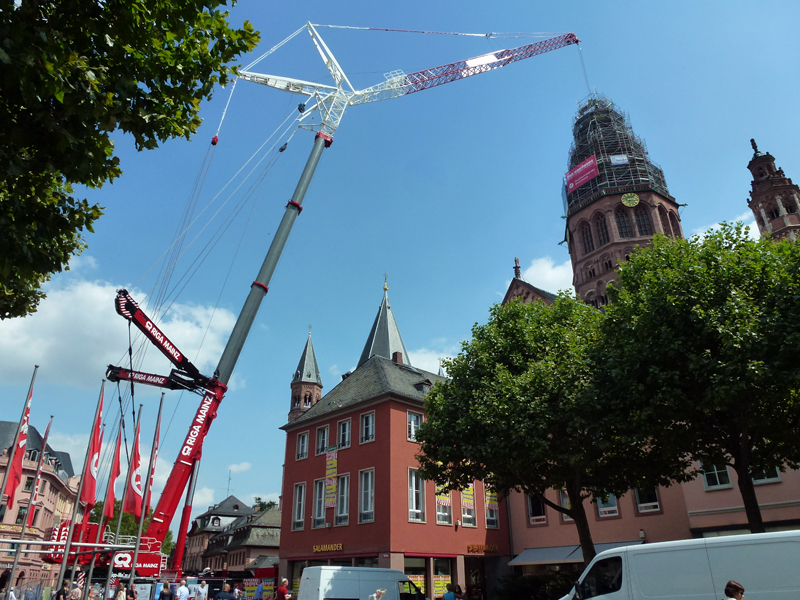
Einsatz bei der Sanierung des Mainzer Doms 2013

Das Unternehmen wurde 1929 als CUNO RIGA in Mainz-Mombach gegründet. Nach der Neuorientierung des Unternehmens wurde 1956 der erste „Riga-Kran“ mit 7,5 t Tragkraft angeschafft. Der erste Kranoberwagen der Marke „Coles“ wurde 1958 gekauft. In den Folgejahren wurden 10 Gittermast-Autokrane beschafft.
Cuno Rigas Tochter Inge übernahm zusammen mit ihrem Mann Friedel Langer 1967 den Betrieb. Im selben Jahr wurde der erste Teleskop-Autokran, ein Gottwald AMK 65-42 gekauft. Im Jahr 1982 erfolgte die Inbetriebnahme eines 500 t Teleskop-Autokranes Gottwald AMK 500-93 mit 130 m Hakenhöhe und 1985 der Einsatz des damals weltgrößten 1000 t Teleskop-Autokranes der Firma Gottwald. 1993 wurde der Maschinenpark durch den Liebherr LGD 1800, einen 800 t hebenden Gittermastautokran, erweitert.
Uwe Langer übernahm 1998 die Geschäftsleitung und begründete damit die 3. Generation im Familienunternehmen. RIGA MAINZ wurde eine GmbH & Co. KG und investierte in einen 750 t Gittermastraupenkran Liebherr LR 1750/1. Ein Jahr später wurde RIGA EISELE gegründet. RIGA MAINZ und Baumann kauften 2001 in Kooperation einen 28 Achsen Scheuerle SPMT und schafften so neue Möglichkeiten des Schwertransports. 2002 wurde ein Hochregallager errichtet und das Firmengelände auf 14.000 m² erweitert.
RIGA MAINZ schaffte 2003 zehn neue Teleskopkrane vom LTM 1030/2 bis LTM 1250/1 an. Im Jahr 2006 wurde die RIGA EISELE GmbH aufgelöst und die Riga Baumann GmbH & Co. KG gegründet. Der Fuhrpark wurde 2007 um weitere 12 Achsen Scheuerle SPMT aufgestockt.
2010 umfasst der Kranfuhrpark folgende Großgeräte:
- Liebherr LR 1750/1 – in Kooperation mit Baumann
- Demag CC 2500-1 – in Kooperation mit Baumann
- Liebherr LTM 1500 TYN
- Liebherr LTM 1350-6.1 TYN
- Liebherr LTM 1250/1

Im Juli 2013 kam ein neuer Liebherr LTM 1750-9.1 (max. Hublast 750 Tonnen, 9 Achsen) hinzu, der unmittelbar zur Sanierung der Turmspitze des Westwerks des Mainzer Doms eingesetzt wurde.